# Francis Holburne
Sir Francis Holburne (1704 – 15 juillet 1771), est un officier de marine britannique du XVIIIe siècle. Il sert dans la Royal Navy pendant la guerre de Succession d'Autriche et la guerre de Sept Ans et parvient au grade d'Admiral. En 1757, comme vice-amiral de l'escadre bleue (Vice Admiral of the Blue), Holburne commande une escadre de 16 vaisseaux de ligne et 4 frégates envoyée pour capturer la forteresse de Louisbourg, selon le plan de Lord Loudon. Il arrive en vue de Louisbourg le 17 août, mais il est en infériorité numérique. Dans la nuit du 24 septembre son escadre subis une violente tempête qui endommage plusieurs de ses navires ; il retourne donc à Halifax. Plusieurs années plus tard, il est élu membre du Parlement pour la circonscription de Stirling Burghs, puis de Plymouth.

## Sources et bibliographie
- (en) Cet article est partiellement ou en totalité issu de l’article de Wikipédia en anglais intitulé « Francis Holburne » (voir la liste des auteurs).
- Michel Vergé-Franceschi (dir.), Dictionnaire d'Histoire maritime, Paris, éditions Robert Laffont, coll. « Bouquins », 2002, 1508 p. (ISBN 2-221-08751-8 et 2-221-09744-0).
- Laurent Veyssière (dir.) et Bertrand Fonck (dir.), La guerre de Sept Ans en Nouvelle-France, Québec, Septentrion (Canada) et PUPS (France), 2012, 360 p. (ISBN 978-2-89448-703-7)
- Guy Frégault, La Guerre de la Conquête, Montréal, Fides, 2009, 514 p. (ISBN 978-2-7621-2989-2)